# Cerapachyinae
Sous-famille
Synonymes
- tribu Ecitonini[2]

Les Cerapachyinae sont une sous-famille de fourmis dorylomorphes.

## Systématique
La sous-famille des Cerapachyinae est attribuée en 1902 à l'entomologiste américain William Morton Wheeler (1865-1937).

## Liste des tribus
Selon ITIS (8 mars 2022) :
- tribu Acanthostichini
- tribu Cerapachyini
- tribu Cylindromyrmecini

## Liste des genres
Selon BioLib (8 mars 2022) :
- genre Acanthostichus Mayr, 1887
- genre Aenictogiton Emery, 1901
- genre Aenictus Shuckard, 1840
- genre Cerapachys Smith, 1857
- genre Cheliomyrmex Mayr, 1870
- genre Chrysapace Crawley, 1924
- genre Cylindromyrmex Mayr, 1870
- genre Dorylus Fabricius, 1793
- genre Eburopone Borowiec, 2016
- genre Eciton Latreille, 1804
- genre Eusphinctus Emery, 1893
- genre Labidus Jurine, 1807
- genre Leptanilloides Mann, 1923
- genre Lioponera Mayr, 1879
- genre Lividopone Bolton & Fisher, 2016
- genre Neivamyrmex Borgmeier, 1940
- genre Neocerapachys Borowiec, 2016
- genre Nomamyrmex Borgmeier, 1936
- genre Ooceraea Roger, 1862
- genre Parasyscia Emery, 1882
- genre Procerapachys W.M. Wheeler, 1915 †
- genre Simopone Forel, 1891
- genre Sphinctomyrmex Mayr, 1866
- genre Syscia Roger, 1861
- genre Tanipone Bolton & Fisher, 2012
- genre Vicinopone Bolton & Fisher, 2012
- genre Yunodorylus Z. Xu, 2000
- genre Zasphinctus W.M. Wheeler, 1918

Selon NCBI (8 mars 2022) :
- genre Acanthostichus
- genre Aenictogiton
- genre Aenictus
- genre Cerapachys
- genre Cheliomyrmex
- genre Chrysapace
- genre Cylindromyrmex
- genre Dorylus Alapone
- genre Eburopone
- genre Eciton
- genre Eusphinctus
- genre Labidus
- genre Leptanilloides
- genre Lioponera
- genre Lividopone
- genre Neivamyrmex
- genre Neocerapachys
- genre Nomamyrmex
- genre Ooceraea
- genre Parasyscia
- genre Simopone
- genre Sphinctomyrmex
- genre Syscia
- genre Tanipone
- genre Vicinopone
- genre Yunodorylus
- genre Zasphinctus